# HVB-dådet
HVB-dådet syftar på en händelse där  en 22-årig kvinnlig anställd på ett HVB-hem (Hem för vård eller boende) i Mölndal tidigt på morgonen måndagen den 25 januari 2016 knivhöggs till döds av en manlig asylsökare från Somalia. Rättegången mot gärningsmannen inleddes den 1 juni 2016.
Den 22-åriga kvinnan, som vid tillfället var ensam i tjänst bland de anställda vid HVB-hemmet, knivhöggs flera gånger i ryggen och fördes till sjukhus, men hennes liv gick inte att rädda. Polisen gick efter tre dagar ut med uppgiften att den misstänkte var en 15-årig somalier[källa behövs]. Migrationsverket bedömer att gärningsmannen är över 18 år. Den medicinska åldersbedömning Migrationsverket använt sig är inte exakt, och de metoder som använts här kan visa fel på +/- två år enligt Socialstyrelsen. 
HVB-hemmet i Mölndal är avsett för ensamkommande barn i åldrarna 14 till 17. Det ägs av HVB Living Nordic AB, som driver fyra HVB-hem (2016).
Senare samma dag reste statsminister Stefan Löfven till Mölndal för att hålla en pressträff.
Gärningsmannen dömdes till rättspsykiatrisk vård och utvisning från Sverige i femton år. 